# Merla roquera de ventre castany
La merla roquera de ventre castany (Monticola rufiventris) és una espècie d'ocell de la família dels muscicàpids (Muscicapidae). Es troba a les regions septentrionals del subcontinent indi i parts del sud-est d'Àsia. El seu hàbitat natural són els boscos temperats. El seu estat de conservació es considera de risc mínim.